# Philipp Köhn
Pour les articles homonymes, voir Köhn.
Philipp Köhn, né le 2 avril 1998 à Dinslaken, est un footballeur suisse qui évolue au poste de gardien de but à l'AS Monaco.

## Biographie
Philipp Köhn est né à Dinslaken en Allemagne, d'une mère suisse et un père allemand.

### Carrière en club
Philipp Köhn est formé entre le Schalke 04, le VfB Stuttgart et le RB Leipzig, avant de commencer sa carrière professionnelle dans la filière autrichienne de ces derniers, à Salzbourg,. Il joue son premier match avec le FC Liefering, l'équipe réserve du club, le 14 septembre 2018.
Pendant l'été 2020, après une saison où il est intégré à l'équipe première du RB Salzbourg, sans toutefois jouer de matchs, pour cause entre autres de blessure, il est prêté au club de deuxième division suisse du FC Wil pour la saison 2020-21.
De retour en Autriche après une saison comme titulaire en Suisse, il s'impose comme le premier gardien du club de la boisson Red Bull, jouant la Ligue des champions,,.

#### Nouveau numéro 1 de l'AS Monaco (2023-...)
Le 15 juillet 2023, il signe un contrat de cinq ans avec l'AS Monaco. Le 11 novembre 2023, sur le terrain du Havre, il arrête un pénalty à la dernière minute et garde sa cage inviolée pour le deuxième match de suite en Ligue 1.
Le 4 février 2024, lors de la réception du Havre AC, il sort mal et ne parle pas lors de sa sortie, de ce fait, il encaisse un but malencontreux de son coéquipier Youssouf Fofana et son équipe concède le nul 1-1. Le 18 février 2024, il anticipe mal un coup franc contre le Toulouse FC et se fait surprendre, son équipe perdra le match 1-2 à domicile.

### Carrière en sélection
International allemand en équipe de jeunes jusqu'aux moins de 18 ans, Philipp Köhn change alors de nationalité sportive, convoqué pour la première fois avec l'équipe de Suisse des moins de 19 ans à l'été 2016.
Il est appelé pour la première fois en équipe de Suisse en novembre 2021.
Le 9 novembre 2022, il est sélectionné par Murat Yakın pour participer à la Coupe du monde 2022.

## Statistiques
| Saison                | Club                  | Championnat           | Championnat | Championnat | Coupe(s) nationale(s) | Coupe(s) nationale(s) | Supercoupe | Supercoupe | Compétition(s) continentale(s) | Compétition(s) continentale(s) | Compétition(s) continentale(s) | Total | Total |
| Saison                | Club                  | Division              | M.          | B.          | M.                    | B.                    | M.         | B.         | Comp.                          | M.                             | B.                             | M.    | B.    |
| 2018-2019             | FC Liefering (prêt)   | 2. Liga               | 12          | 0           | -                     | -                     | -          | -          | -                              | -                              | -                              | 12    | 0     |
| 2020-2021             | FC Wil (prêt)         | Challenge League      | 32          | 0           | 1                     | 0                     | -          | -          | -                              | -                              | -                              | 33    | 0     |
| 2019-2020             | Red Bull Salzbourg    | Bundesliga            | -           | -           | -                     | -                     | -          | -          | C1+C3                          | -                              | -                              | 0     | 0     |
| 2021-2022             | Red Bull Salzbourg    | Bundesliga            | 28          | 0           | 3                     | 0                     | -          | -          | C1                             | 10                             | 0                              | 41    | 0     |
| 2022-2023             | Red Bull Salzbourg    | Bundesliga            | 32          | 0           | 2                     | 0                     | -          | -          | C1+C3                          | 6+2                            | 0                              | 42    | 0     |
| Sous-total            | Sous-total            | Sous-total            | 60          | 0           | 5                     | 0                     | -          | -          | -                              | 18                             | 0                              | 83    | 0     |
| 2023-2024             | AS Monaco FC          | Ligue 1               | 22          | 0           | -                     | -                     | -          | -          | -                              | -                              | -                              | 22    | 0     |
| 2024-2025             | AS Monaco FC          | Ligue 1               | 19          | 0           | 1                     | 0                     | 1          | 0          | C1                             | 2                              | 0                              | 23    | 0     |
| Sous-total            | Sous-total            | Sous-total            | 41          | 0           | 1                     | 0                     | 1          | 0          | -                              | 2                              | 0                              | 45    | 0     |
| Total sur la carrière | Total sur la carrière | Total sur la carrière | 145         | 0           | 7                     | 0                     | 1          | 0          | -                              | 20                             | 0                              | 173   | 0     |

## Palmarès

### En club
| RB Salzbourg                                                                           | AS Monaco                                                                                 |
| -------------------------------------------------------------------------------------- | ----------------------------------------------------------------------------------------- |
| - Championnat d'Autriche - Champion : 2022, 2023 - Coupe d'Autriche - Vainqueur : 2022 | - Championnat de France - Vice-champion : 2024 - Trophée des champions - Finaliste : 2024 |

### Distinction individuelle
- Meilleur gardien du Championnat d'Autriche en 2023